# Ordina Open 2003 - Qualificazioni singolare maschile
Le qualificazioni del singolare maschile dell'Ordina Open 2003 sono state un torneo di tennis preliminare per accedere alla fase finale della manifestazione. I vincitori dell'ultimo turno sono entrati di diritto nel tabellone principale. In caso di ritiro di uno o più giocatori aventi diritto a questi sono subentrati i lucky loser, ossia i giocatori che hanno perso nell'ultimo turno ma che avevano una classifica più alta rispetto agli altri partecipanti che avevano comunque perso nel turno finale.
Le qualificazioni del torneo Ordina Open 2003 prevedevano 32 partecipanti di cui 4 sono entrati nel tabellone principale.

## Teste di serie
1. Yves Allegro (Qualificato)
2. Philipp Petzschner (Qualificato)
3. Frank Moser (ultimo turno)
4. František Čermák (Qualificato)

1. Martin Štěpánek (ultimo turno)
2. Jean-Claude Scherrer (ultimo turno)
3. Kirill Ivanov-Smolensky (secondo turno)
4. Paul Logtens (Qualificato)

## Qualificati
1. Yves Allegro
2. Philipp Petzschner

1. Paul Logtens
2. František Čermák

## Tabellone

### Legenda
| - Q = Qualificato - WC = Wild card - LL = Lucky loser | - ALT = Alternate - SE = Special Exempt - PR = Protected Ranking | - w/o = Walkover - r = Ritirato - d = Squalificato |

### Sezione 1
|  | Primo turno       | Primo turno             | Primo turno             | Primo turno   | Primo turno |  |  | Secondo turno | Secondo turno           | Secondo turno           | Secondo turno  | Secondo turno  |   |   | Ultimo turno | Ultimo turno | Ultimo turno | Ultimo turno | Ultimo turno |  |
|  |                   |                         |                         |               |             |  |  |               |                         |                         |                |                |   |   |              |              |              |              |              |  |
|  |                   |                         |                         |               |             |  |  |               |                         |                         |                |                |   |   |              |              |              |              |              |  |
|  |                   |                         |                         |               |             |  |  | 1             | Yves Allegro            | Yves Allegro            | 6              | 6              |   |   |              |              |              |              |              |  |
|  | Michel Koning     | Michel Koning           | Michel Koning           | Michel Koning | W-O         |  |  |               | Michel Koning           | Michel Koning           | 3              | 3              |   |   |              |              |              |              |              |  |
|  | Marc Pexa         | Marc Pexa               | Marc Pexa               | Marc Pexa     |             |  |  |               |                         |                         |                |                |   |   | 1            | Yves Allegro | Yves Allegro | 6            | 6            |  |
|  | Donald Johnson    | Donald Johnson          | Donald Johnson          | 7             | 6           |  |  |               |                         |                         | Donald Johnson | Donald Johnson | 4 | 3 |              |              |              |              |              |  |
|  | Jesse Huta Galung | Jesse Huta Galung       | Jesse Huta Galung       | 64            | 3           |  |  |               | Donald Johnson          | Donald Johnson          | 6              | 6              |   |   |              |              |              |              |              |  |
|  | 7                 | Kirill Ivanov-Smolensky | Kirill Ivanov-Smolensky | 6             | 6           |  |  | 7             | Kirill Ivanov-Smolensky | Kirill Ivanov-Smolensky | 3              | 4              |   |   |              |              |              |              |              |  |
|  |                   | Lance Maurici           | Lance Maurici           | 0             | 2           |  |  |               |                         |                         |                |                |   |   |              |              |              |              |              |  |

### Sezione 2
|  | Primo turno         | Primo turno          | Primo turno | Primo turno | Primo turno |  |  | Secondo turno | Secondo turno        | Secondo turno        | Secondo turno        | Secondo turno        |    |    | Ultimo turno | Ultimo turno       | Ultimo turno       | Ultimo turno | Ultimo turno |  |
|  |                     |                      |             |             |             |  |  |               |                      |                      |                      |                      |    |    |              |                    |                    |              |              |  |
|  |                     |                      |             |             |             |  |  |               |                      |                      |                      |                      |    |    |              |                    |                    |              |              |  |
|  |                     |                      |             |             |             |  |  | 2             | Philipp Petzschner   | Philipp Petzschner   | 7                    | 7                    |    |    |              |                    |                    |              |              |  |
|  | Dario Pizzato       | Dario Pizzato        | 6           | 64          | 6           |  |  |               | Dario Pizzato        | Dario Pizzato        | 65                   | 614                  |    |    |              |                    |                    |              |              |  |
|  | Coen Van Keulen     | Coen Van Keulen      | 3           | 7           | 3           |  |  |               |                      |                      |                      |                      |    |    | 2            | Philipp Petzschner | Philipp Petzschner | 7            | 7            |  |
|  | Bart De Gier        | Bart De Gier         | 4           | 6           | 7           |  |  |               |                      | 6                    | Jean-Claude Scherrer | Jean-Claude Scherrer | 62 | 69 |              |                    |                    |              |              |  |
|  | Serhij Stachovs'kyj | Serhij Stachovs'kyj  | 6           | 4           | 64          |  |  |               | Bart De Gier         | Bart De Gier         | 4                    | 3                    |    |    |              |                    |                    |              |              |  |
|  | 6                   | Jean-Claude Scherrer | 6           | 3           | 6           |  |  | 6             | Jean-Claude Scherrer | Jean-Claude Scherrer | 6                    | 6                    |    |    |              |                    |                    |              |              |  |
|  |                     | Matwé Middelkoop     | 4           | 6           | 0           |  |  |               |                      |                      |                      |                      |    |    |              |                    |                    |              |              |  |

### Sezione 3
|  | Primo turno         | Primo turno         | Primo turno         | Primo turno | Primo turno |  |  | Secondo turno | Secondo turno   | Secondo turno  | Secondo turno | Secondo turno |   |   | Ultimo turno | Ultimo turno | Ultimo turno | Ultimo turno | Ultimo turno |  |
|  |                     |                     |                     |             |             |  |  |               |                 |                |               |               |   |   |              |              |              |              |              |  |
|  |                     |                     |                     |             |             |  |  |               |                 |                |               |               |   |   |              |              |              |              |              |  |
|  |                     |                     |                     |             |             |  |  | 3             | Frank Moser     | Frank Moser    | 6             | 6             |   |   |              |              |              |              |              |  |
|  | Sergej Krotjuk      | Sergej Krotjuk      | Sergej Krotjuk      | 6           | 7           |  |  |               | Sergej Krotjuk  | Sergej Krotjuk | 3             | 1             |   |   |              |              |              |              |              |  |
|  | Romano Tatuhey      | Romano Tatuhey      | Romano Tatuhey      | 3           | 63          |  |  |               |                 |                |               |               |   |   | 3            | Frank Moser  | 5            | 6            | 3            |  |
|  | Fabian Roetschi     | Fabian Roetschi     | Fabian Roetschi     | 6           | 6           |  |  |               |                 | 8              | Paul Logtens  | 7             | 0 | 6 |              |              |              |              |              |  |
|  | Sander Van Grinsven | Sander Van Grinsven | Sander Van Grinsven | 2           | 4           |  |  |               | Fabian Roetschi | 65             | 7             | 3             |   |   |              |              |              |              |              |  |
|  | 8                   | Paul Logtens        | Paul Logtens        | 6           | 6           |  |  | 8             | Paul Logtens    | 7              | 68            | 6             |   |   |              |              |              |              |              |  |
|  |                     | Floris Kilian       | Floris Kilian       | 3           | 2           |  |  |               |                 |                |               |               |   |   |              |              |              |              |              |  |

### Sezione 4
|  | Primo turno      | Primo turno      | Primo turno      | Primo turno | Primo turno |  |  | Secondo turno | Secondo turno    | Secondo turno    | Secondo turno   | Secondo turno |   |   | Ultimo turno | Ultimo turno     | Ultimo turno | Ultimo turno | Ultimo turno |  |
|  |                  |                  |                  |             |             |  |  |               |                  |                  |                 |               |   |   |              |                  |              |              |              |  |
|  |                  |                  |                  |             |             |  |  |               |                  |                  |                 |               |   |   |              |                  |              |              |              |  |
|  |                  |                  |                  |             |             |  |  | 4             | František Čermák | František Čermák | 6               | 6             |   |   |              |                  |              |              |              |  |
|  | Martín Rodríguez | Martín Rodríguez | Martín Rodríguez | 6           | 6           |  |  |               | Martín Rodríguez | Martín Rodríguez | 4               | 4             |   |   |              |                  |              |              |              |  |
|  | Fame Ketover     | Fame Ketover     | Fame Ketover     | 2           | 2           |  |  |               |                  |                  |                 |               |   |   | 4            | František Čermák | 3            | 6            | 6            |  |
|  | Leoš Friedl      | Leoš Friedl      | Leoš Friedl      | 6           | 6           |  |  |               |                  | 5                | Martin Štěpánek | 6             | 4 | 4 |              |                  |              |              |              |  |
|  | Marlon Pieczonka | Marlon Pieczonka | Marlon Pieczonka | 0           | 1           |  |  |               | Leoš Friedl      | Leoš Friedl      | 4               | 64            |   |   |              |                  |              |              |              |  |
|  | 5                | Martin Štěpánek  | Martin Štěpánek  | 6           | 6           |  |  | 5             | Martin Štěpánek  | Martin Štěpánek  | 6               | 7             |   |   |              |                  |              |              |              |  |
|  |                  | Tobias Raab      | Tobias Raab      | 4           | 2           |  |  |               |                  |                  |                 |               |   |   |              |                  |              |              |              |  |